# Trotskids
Les Trotskids sont un groupe de punk rock français, originaire de Rennes, en Ille-et-Vilaine. 

## Biographie

### Première période (1982–1987)
Le groupe est formé à Rennes en 1982 alors que la new wave est le genre musical dominant. À sa formation, le quatuor se compose des deux frères Doumé (D. Septier) au chant et  Félipé (P. Septier) à la batterie, Ivan à la guitare, Ruff à la basse et de temps en temps Nono comme deuxième batteur. Rapidement après les premiers concerts, ils sont conviés le 15 décembre 1982 aux Rencontres Trans Musicales de Rennes. Pour des raisons professionnelles, en 1983, Doumé, Félipé et Ruff rejoignent Paris. Oliv remplace alors Ivan à la guitare, celui-ci ayant dû rester à Rennes.
Après une nouvelle série de concerts, un premier titre Gueule d'enfer sort sur la compilation Chaos en France Vol. 1. Dans la foulée, le label Chaos Productions leur permet d'enregistrer leur premier album de six titres. La compilation Chaos en France vol. 2 contient de nouveau un de leurs titres Pas de Voyou dans mon Bar.
En juin 1984, Ruff quitte le groupe. Il est remplacé par Bugs Denis (Nana Bonnard). Puis, l'année suivante, c'est le départ d'Oliv, remplacé par Gus (Sherwood).
Le deuxième album est enregistré en 1986 à Londres pour le label Terminal Records. En 1987, ils enregistrent, toujours pour Terminal Records, le 45 tours Mise à Sac juste avant de se séparer en juin 1987 pour des raisons de divergences musicales. Doumé part chanter dans le groupe Hoax, Gus et Félipé forment les Comix. Dennis forme les Pungy Sticks. En 1989, ils contribuent à la compilation Underground Vol.1 avec la chanson Enterré vivant.

### Retour (depuis 2008)
En 2008, Doumé et Félipé se réunissent à nouveau, au côté de deux nouveaux membres, Marco (Mass Murderers) à la guitare et Bruno (Gunners, TV Men) à la basse, ils enchainent de nouveau les concerts. En 2011, ils jouent à La Maroquinerie avec les groupes Street Poison et Agnostic Front.

## Discographie

### Albums
- 1984 : Trotskids (Chaos Productions)
- 1986 : A mort, à fond (Terminal Records)
- 1987 : Mise à sac (Terminal Records)
- 1991 :  4 fois en 10 minutes (Combat Rock ; enregistré en mars 1985[7])
- 1997 : La Complète (Combat Rock)
- 2007 : La Complète vol. 1 (vinyle ; Dirty Punk Records)
- 2008 : La Complète vol. 2 (vinyle ; Dirty Punk Records)

### Compilations
- 1983 : Chaos en France Vol.1 - chanson Gueule d'enfer (Chaos Productions)
- 1984 : Chaos en France Vol.2 - chanson Pas de voyous dans mon bar (Chaos Productions)
- 1985 : 77KK - chanson Dernier Repas (77 KK Productions)
- 1989 : Underground Vol.1 - chanson Enterré vivant (Squale Productions)
- 2003 : Punk en France - chanson Gueule d'enfer, Pas de voyous dans mon bar (Remedy Records)
- 2004 : Presto compilation punk.2 - chanson Gueule d'enfer (Presto)
- 2006 : La compilation 100 % Punk Rock - Vol.2 - chansons Gueule d'enfer, Le Chéri de ces dames (Combat Rock)

### Reprises
Quelques groupes ont repris certains des titres des Trotskids :
- Gueule d'enfer : La Dérive des incontinents punk, Mass Murderers et Tagada Jones, Urban Crew
- Pas de voyous dans mon bar : (Seul contre tous)